# Ársaces III da Armênia
Ársaces III (em latim: Arsaces III; em grego: Αρσάκης Γ΄; romaniz.: Arsáces III; em armênio/arménio: Արշակ Գ; romaniz.: Aršak III) foi filho de Zarmanducte e um governador da Arménia do período dividido entre o Império Romano e os Império Sassânida, tendo governado sob o protectorado sassânida entre o ano 384 e o ano 389. Foi antecedido no governo pelo governo conjunto de Zarmanducte e Manuel Mamicônio que governaram de 378 a 384. Em 387, em um acordo tácito, o Império Sassânida e o Império Romano decidem repartir a Armênia em duas: a porção Ocidental, que permaneceria sobre influência romana, seria governada por Ársaces III, enquanto a Oriental, que passou a chamar Armênia, seria governada por outro membro da família arsácida chamado Cosroes IV. O "reino" mantido por Ársaces III compreendia antigos territórios armênia na província da Alta Armênia, ou seja, o principado mamicônida de Acilisena, que incluía Daranália e Mezur, o principado bagrátida de Sispiritis e o domínio régio de Carenitis, que possivelmente incluía Salagúmia.